# Jack Shepherd
Jack Shepherd (Leeds (Yorkshire), 29 oktober 1940) is een Engelse acteur, toneelschrijver en regisseur.  Hij debuteerde in 1968 in All Neat in Black Stockings, maar is het meest bekend door zijn rol als Detective Superintendent Charles Wycliffe in de politieserie Wycliffe. Zijn dochter Catherine Shepherd volgt zijn voetsporen als actrice.
Shepherd bezocht de Roundhay School in Leeds en volgde een kunststudie aan de Newcastle University en werd daar BA. Daarna ging hij naar de Central School en werd hij student aan het Drama Centre Londen. Hij werkte van 1965 tot 1969 bij het Royal Court Theatre.
Vanaf de zeventiger jaren werkte hij mee aan een aantal televisiedrama's, zoals Budgie en Count Dracula (1976), en hij speelde Renfield in Louis Jourdan.  Hij had de titelrol in Trevor Griffiths Bill Brand (1976) als een radicaal lid van de Labour Party.

## Filmografie
- All Neat In Black Stockings (1969)
- The Virgin Soldiers (1969)
- The Bed Sitting Room (1969)
- Ready When You Are Mr MacGill (tv) (1976)
- Count Dracula (tv) (1977)
- The Big Man (1990)
- Twenty-One (1991)
- The Object of Beauty (1991)
- Blue Ice (1992)
- Trust Me (tv) (1992)
- Wycliffe (tv) (1993)
- No Escape (1994)
- Over Here (tv) (1996)
- The Scarlet Tunic (1998)
- Wonderland (1999)
- Lorna Doone (tv) (2000)
- Charlotte Gray (2001)
- The Martins (2001)
- Boudica (2003)
- P.D. James: The Murder Room (tv) (2004)
- A Cock and Bull Story (Tristram Shandy) (2005)
- Lipstick (2005)
- The Golden Compass (2007)
- God on Trial (tv) (2008)
- The Politician's Husband (tv) (2013)

- International Standard Name Identifier: 0000 0000 4231 7859
- Library of Congress Control Number: no92006943
- Nationale Bibliotheek van Israël: 987007434770805171
- Virtual International Authority File: 78344163
- WorldCat: E39PBJfh3bJPKrbdYH6w7wKGHC